# Muzaffarpur (distrikt)
Muzaffarpur (bihari: मुजफ्फरपुर जिला) er et distrikt i den indiske delstat Bihar. Distriktets hovedstad er Muzaffarpur. 

## Demografi
Ved folketællingen i 2011 var der 4,778,610 indbyggere i distriktet, mod 3,746,714 i 2001. Den urbane befolkningen udgjør 9,83 % af befolkningen.
Børn i alderen 0 til 6 år udgjorde 17,11 % i 2011 mod 19,80 % i 2001. Antallet af piger i den alder per tusinde drenge er 917 i 2011 mod 928 i 2001.